# Ефект Нобелівської премії
Ефект Нобелівської премії — спостереження щодо несприятливого впливу отримання Нобелівської премії на лауреатів та їхню кар'єру. Наслідками є зниження продуктивності, обмеження в галузях діяльності та очікуваня оточенням експертності у сферах, не пов'язаних з роботою лауреата. Також у цих контекстах використовують термін «нобелівський ефект», а також у контексті довголіття лауреата та впливу на міжнародне право у випадку Нобелівської премії миру.

## Продуктивність
Визначення «ефекту Нобелівської премії», яке найчастіше приписують Річарду Геммінгу, описує ефект як зниження продуктивності, через яке вченому після отримання премії важко працювати над невеликими проблемами. У виступі на семінарі Геммінг так описав сцену на церемонії вручення Нобелівської премії:
...всі три лауреати встали і виступили з промовами. Третій, Браттейн, практично зі сльозами на очах, сказав: «Я знаю про цей ефект Нобелівської премії і не дозволю, щоб він на мене вплинув; я залишатимуся старим добрим Волтером Браттейном». Я сказав собі: «Це добре». Але за кілька тижнів я побачив, що це впливає на нього. Тепер він міг працювати лише над великими проблемами.Оригінальний текст (англ.)
... all three laureates got up and made speeches. The third one, Brattain, practically with tears in his eyes, said, "I know about this Nobel-Prize effect and I am not going to let it affect me; I am going to remain good old Walter Brattain." Well I said to myself, "That is nice." But in a few weeks I saw it was affecting him. Now he could only work on great problems.

## Суспільне сприйняття
Ефект Нобелівської премії також описують як наслідок суспільного сприйняття нобелівського лауреата, посиленого всесвітньою відомістю, яку переживає лауреат. Одним із прикладів є шанобливе ставлення до лауреата Нобелівської премії через уявлення про те, що лауреат має авторитетні знання з будь-якої теми за межами галузі, в якій він здобув премію. Нобелівський лауреат Клаус фон Клітцинг описує ефект як особистий тягар, оскільки інші люди схильні вірити, що знання лауреата Нобелівської премії поширюються на всі сфери. Водночас він визнає, що в цьому є й користь, адже на думку нобелівських лауреатів зважають високопосадовці. Як описав це явище фізик Губерт Кюрієн у лекції в Раді з досліджень природного середовища:
Якщо хтось отримує Нобелівську премію, на нього негайно накидаються всілякі люди, які ставлять йому всілякі запитання на всілякі теми, про які він нічого не знає. Дуже важко встояти перед спокусою відповісти – дати будь-яку стару відповідь на теми, про які він нічого не знає. Ми бачили, як колеги, які отримали Нобелівську премію, говорять дурниці з такого-то політичного питання, з якого вони насправді нічого не знають.Оригінальний текст (англ.)
If someone wins the Nobel prize, he is immediately pounced upon by all kinds of people who ask him all kinds of questions on all kinds of subjects which he knows nothing about. It is very difficult to resist the temptation to reply – to give any old answer on subjects which he knows nothing about. We have seen colleagues who have won a Nobel prize talking nonsense on such and such a political question, on which they really have no knowledge.
Ще один приклад ефекту нового суспільного сприйняття — коли твори нобелівського лауреата раптово стають популярними та затребуваними завдяки славі, яку дає лауреату Нобелівська премія. Твори канадської письменниці Еліс Манро, лауреатки Нобелівської премії з літератури 2013 року, раптово набули в Китаї такого попиту, що їх швидко розкупили, а два китайські видавництва сперечалися щодо прав на публікацію.
Вважалося, що сприйняття серед колег за дисципліною має вимірний вплив на те, як часто цитуються роботи нобелівського лауреата до та після присудження премії. Проте, хоча просте порівняння кількості цитувань до і після премії дійсно свідчить про вплив, дослідження з використанням підібраної синтетичної контрольної групи в аналізі показує, що немає такого впливу ні на вплив цитування, ні на пов'язану ланцюгову реакцію цитувань.

## Нобелівська хвороба
Нобелівська хвороба — це гіпотетична хвороба, яка призводить до того, що дехто з лауреатів Нобелівської премії, як правило, пізніше, приймають дивні або науково необґрунтовані ідеї. Стверджували, що ефект частково є наслідком тенденції Нобелівських лауреатів вважати, що нагорода уповноважує їх говорити на теми поза межами їхньої спеціалізації у поєднанні з тим, що Нобелівські лауреати переважно мислять нестандартно.
Лауреат Нобелівської премії 1976 року Мілтон Фрідман у короткій промові під час бенкету (а не під час офіційної нобелівської лекції) сказав, що «колись нам дуже знадобиться протиотрута як від завищеної уваги, яка приділяється лауреату Нобелівської премії у сферах, що не належать до його компетенції, так і від роздутого его, якого кожен з нас ризикує набути. Моя галузь підказує одну очевидну протиотруту: конкуренцію через заснування більшої кількості нагород. Але продукт, який був настільки успішним [Нобелівську премію], нелегко замінити, тому я підозрюю, що наше роздуте его надовго в безпеці».

## Нобелівська премія миру
На додаток до наслідків отримання Нобелівської премії, які змінюють життя, існує альтернативне розуміння нобелівського ефекту, коли йдеться про Нобелівську премію миру. В цьому контексті правознавці сперечалися, чи вплинули лауреати Нобелівської премії миру в результаті отримання премії на формування нових норм у міжнародному праві та міжнародних відносинах, припускаючи, що премія миру може бути важливим фактором у заохоченні миротворчості між людьми в усьому світі.

## Довголіття
Аналіз даних про народження лауреатів Нобелівської премії в галузі науки в XIX столітті показав, що отримання Нобелівської премії корелювало з одним або двома додатковими роками життя одержувача, порівняно з простою номінацією на премію.